# Jagdgeschwader 143
Jagdgeschwader 143 (dobesedno slovensko: Lovski polk 143; kratica JG 143) je bil lovski letalski polk (Geschwader) v sestavi nemške Luftwaffe med drugo svetovno vojno.

## Organizacija
- štab
- I. skupina[1]